# Gamla Vasa museum

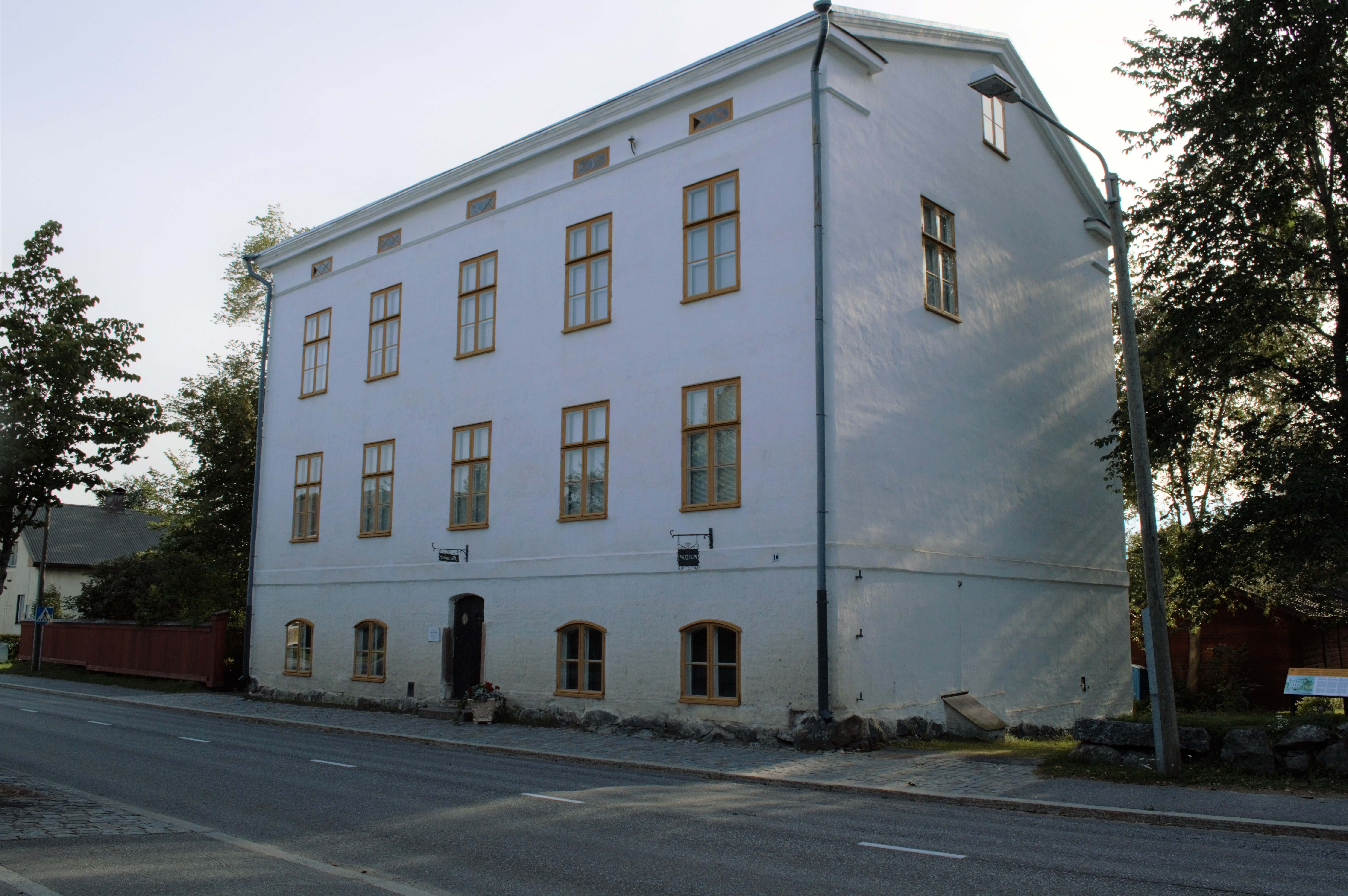
Wasastjernahuset är sedan 1952 plats för Gamla Vasa museum.

Gamla Vasa museum är ett museum i Gamla Vasa i Vasa stad. Museet öppnade 1952 och är en del av Österbottens museum. Verksamheten är inhyst i Wasastjernahuset, som tillsammans med gamla hovrätten är en av två byggnader som finns kvar i restaurerad form efter Vasa brand 1852. Interiören i museet speglar ett borgerligt hem vid tiden före Vasa brand. Inredningen består av  föremål och möbler som räddades under branden, till största delen från borgerliga hem. Här finns även ett skeppsredarkontor, ett postkontor från 1800-talet och kartor och miniatyrmodeller som berättar om det gamla Vasas historia. På gårdsplan finns Louko-stugan, en välbärgad lanthandlargård som klarade sig under Stora ofreden då en stor del av trähusen i Vasas landsbygd brändes ner.